# First Love (phim Thái 2010)
First Love, hay biết đến Crazy Little Thing Called Love (tiếng Thái: สิ่งเล็กเล็ก ที่เรียกว่า...รัก, Sing lek lek thi riak wa... rak, lit. "A Little Thing Called Love") là bộ phim học đường Thái Lan phát hành vào năm 2010 với sự tham gia của Mario Maurer và Pimchanok Leuwisedpaiboon.

## Nội dung
Nam (Pimchanok) vốn là thành viên của nhóm "bộ tứ xấu xí" trong trường. Cô xuất thân trong gia đình bình thường, học lực bình thường và ngoại hình ban đầu... dưới bình thường đôi chút. Thầy cô ở trường quở trách vì Nam chỉ học được mỗi môn tiếng Anh. Bạn bè giễu cợt Nam là "vịt con xấu xí". Mặc dù vậy, Nam sống rất vui vẻ, hạnh phúc với nhóm bạn của mình, ngày ngày giúp mẹ phụ quán ăn và nuôi ước mơ sau này được sang Mỹ gặp bố.
Cho đến khi gặp Shone (Mario Maurer) - nam sinh khóa trên điển trai, cuốn hút với tài năng thể thao, sở thích chụp ảnh và nụ cười làm tan chảy trái tim các thiếu nữ - Nam nhanh chóng phải lòng Shone và tình cảm đó đã làm thay đổi hoàn toàn con người cô. Từ "vịt con xấu xí", Nam nỗ lực hết mình để trở thành nàng công chúa dành cho chàng hoàng tử của trái tim mình.
Trong khi những e ấp đầu đời khiến Nam và Shone chưa kịp đến với nhau thì sự xuất hiện của Top - bạn thời thơ ấu của Shone - đã rẽ ngoặt mối tình thầm lặng của Nam sang một hướng khác. Top gặp Nam trong một vở kịch ở trường và ngay lập tức bị "say nắng" bởi vẻ trong sáng, dịu dàng của cô. Anh tìm mọi cơ hội tấn công Nam và trở thành người thứ ba xen vào tình cảm giữa Nam và Shone.
Trải qua bao hiểu lầm, thử thách, đến khi "vịt con xấu xí" quyết định lấy hết can đảm thổ lộ tình cảm với chàng hoàng tử đích thực của lòng mình cũng là khi hai người phải xa nhau, xa mái trường biết bao kỷ niệm gắn bó. Nhưng dù có đi tiếp con đường của riêng mình thì cả hai vẫn chưa khi nào thôi nhớ về nhau, nhớ về mối tình đầu trong lành như một sớm ban mai ấy.

## Diễn viên
- Mario Maurer vai Shone
- Pimchanok Leuwisedpaiboon vai Nam
- Sudarat Butrprom vai Cô giáo Inn
- Tangi Namonto vai Thầy Pon
- Pijitra Siriwerapan vai Cô giáo Orn
- Acharanat Ariyaritwikol vai Top
- Kachamat Pormsaka Na-Sakonnakorn vai Pin
- Yanika Thongprayoon vai Faye
- Paweena Rojjindangam vai Cheer
- Nisa Boonsantear vai Gie
- Sasiprapa Thanuchawiwat vai Nim
- Front Montgomery vai mẹ Shone

## Ca khúc nhạc phim
- "Someday"- Sukosol Numphakdi
- "A Little Thing Called Love" - Wan Thanakrit
- "Because of My Heart" - Chick Whantana
- "Someday I'll Be Good Enough" - Bodyslam
- "The Star" - Pimchanok Luevisadpaiboon
- "Day, Month, Year (DMY)" - Kachamat Pormsaka Na-Sakonnakorn

## Giải thưởng và đề cử
| Năm  | Giải                                           | Hạng mục                                        | Đề cử                                             | Kết quả   |
| ---- | ---------------------------------------------- | ----------------------------------------------- | ------------------------------------------------- | --------- |
| 2010 | Top Awards                                     | Best Movie of the Year                          | First Love                                        | Đoạt giải |
| 2010 | Top Awards                                     | Best Film Director                              | Puttipong Pormsaka Na-Sakonnakorn & Wasin Pokpong | Đề cử     |
| 2010 | Top Awards                                     | Favorite Film Actor                             | Mario Maurer                                      | Đoạt giải |
| 2010 | Top Awards                                     | Favorite Film Rising Star Female                | Pimchanok Leuwisedpaiboon                         | Đoạt giải |
| 2010 | Top Awards                                     | Best Supporting Actress                         | Sudarat Budtporm                                  | Đoạt giải |
| 2010 | 8th Starpics Thai Film Awards                  | Best Actress                                    | Sudarat Budtporm                                  | Đoạt giải |
| 2010 | 19th Bangkok Critics Assembly Awards           | Best Supporting Actress                         | Sudarat Budtporm                                  | Đoạt giải |
| 2010 | 19th Bangkok Critics Assembly Awards           | Best-Looking Actor                              | Mario Maurer                                      | Đề cử     |
| 2010 | Star Entertainment Awards                      | Best Actress                                    | Sudarat Budtporm                                  | Đoạt giải |
| 2010 | Star Entertainment Awards                      | Favorite Actor                                  | Mario Maurer                                      | Đề cử     |
| 2011 | 8th Kom Chad Luek Awards                       | Actress Excellent (Movie)                       | Pimchanok Leuwisedpaiboon                         | Đề cử     |
| 2011 | 3rd Okinawa International Movie Festival       | Laugh Category Uminchu Prize Grand Prix         | First Love                                        | Đoạt giải |
| 2011 | Thailand Film Festival Awards                  | Film of the Year                                | First Love                                        | Đoạt giải |
| 2011 | Thailand Film Festival Awards                  | Actress in a Leading Role                       | Pimchanok Leuwisedpaiboon                         | Đoạt giải |
| 2011 | Thailand Film Festival Awards                  | Music Field from the Motion Picture of the Year | First Love                                        | Đề cử     |
| 2011 | 20th Supanahongsa Awards                       | Best Actress                                    | Pimchanok Leuwisedpaiboon                         | Đề cử     |
| 2011 | 20th Supanahongsa Awards                       | Outstanding Music Composition Award             | Ground Music                                      | Đề cử     |
| 2011 | 20th Supanahongsa Awards                       | Music Excellence Award                          | First Love                                        | Đề cử     |
| 2011 | MThai Top Talk Awards                          | Top Talk-About Movie                            | First Love                                        | Đoạt giải |
| 2011 | MThai Top Talk Awards                          | Star Couple for 2011                            | Mario Maurer and Pimchanok Leuwisedpaiboon        | Đoạt giải |
| 2011 | 21st Thailand National Film Association Awards | Best Actress                                    | Pimchanok Leuwisedpaiboon                         | Đề cử     |
| 2011 | 21st Thailand National Film Association Awards | Best Original Song                              | First Love                                        | Đề cử     |
| 2011 | 13th Udine Far East Film Festival              | Technicolor Asia Award                          | First Love                                        | Đoạt giải |
| 2011 | Siam Dara Star Awards                          | Best Film                                       | First Love                                        | Đề cử     |
| 2011 | Siam Dara Star Awards                          | Best Director                                   | Puttipong Pormsaka Na-Sakonnakorn & Wasin Pokpong | Đề cử     |
| 2011 | Siam Dara Star Awards                          | Outstanding Film Actress                        | Pimchanok Leuwisedpaiboon                         | Đề cử     |
| 2011 | Siam Dara Star Awards                          | Rising Star Award for Best Female Actress       | Pimchanok Leuwisedpaiboon                         | Đề cử     |
| 2011 | Seventeen Choice Awards                        | Hottie Male                                     | Mario Maurer                                      | Đề cử     |